# Ажвагийн Данзан

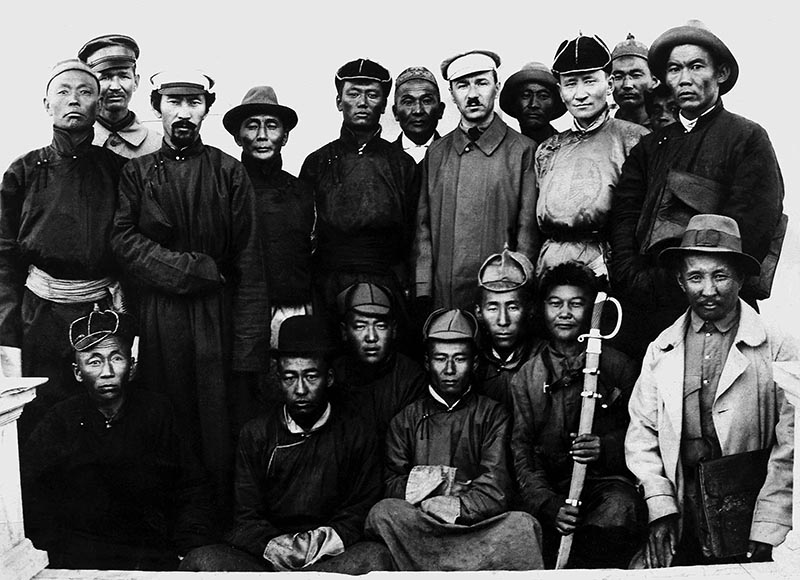
Монгольские революционеры, слева направо стоят: ?, ?, Элбекдоржи Ринчино, Ажвагийн Данзан, Сухэ-Батор, Солийн Данзан, Б. З. Шумяцкий, ?, Догсомын Бодоо

Ажвагийн Данзан (монг.: Ажвагийн Данзан; 1895—1932), также известный как «Япон Данзан» (буквально «Японский Данзан») или «Маленькой Данзан», был председателем Монгольской народно-революционной партии (МНРП) с 2 января 1923 по 31 августа 1924 года.
Родился в 1895 году в аратской семье в аймаке Тушэту-хана. В 1916 году Данзан ездил в Японию и таким образом заработал прозвище, которое носил позже в более зрелом возрасте, отличавшее его от современника и тезки, лидера партии Солийн Данзана.
Ажвагийн Данзан вступил в МНРП в 1921 году. В 1922 был избран заместителем председателя ЦК партии и занимал этот пост по 1923 год, когда был избран председателем ЦК МНРП. А. Данзан был председателем партии во время III съезда партии в 1924 году, на котором бывший председатель партии Солийн Данзан был обвинён в контрреволюционной деятельности. После работы снова в качестве заместителя председателя партии (1924—1925) он стал дипломатическим представителем, занимая посты то в Советской России (1925—1926), то в Китае (Пекин, Шанхай. Тяньцзинь, Нанкин, и Харбин) (1926—1928). С 1929 по 1931 год работал в Институте рукописей вместе с премьер-министром Анандын Амаром.
В 1932 году Данзан попал в широкомасштабную чистку по подозрению в правом уклоне (в основном, политиков, которые выразили озабоченность с ростом советского влияния в Монголии). Этой чистке были подвергнуты Цыбен Жамцарано, Цэрэн-Очирын Дамбадорж, Н. Жадамба. Данзан был арестован и обвинен в контрреволюции и в сотрудничестве с японской разведкой, что и предполагало его опасное прозвище. Он умер в тюрьме в 1932 году, не дожив до суда.